# Francesc Josep Bertran Soler
Francesc Josep Bertran Soler, baró de Palmarole (Sant Feliu d'Avall, 9 d'agost del 1755 - Argelers, 12 de desembre del 1816) va ser un militar rossellonès que presidí l'alcaldia de Perpinyà dues vegades a començaments del segle xix.

## Biografia
Era fill de Francesc de Bertrand, cavaller de Palmarole, que havia pres la carrera militar i que possiblement serví d'exemple el seu fill per fer-se soldat. Aquest entrà al col·legi militar de la Flèche l'1 d'octubre del 1764. Quan es graduà oficial, s'incorporà al 13è. Regiment de Cavalleria, i en va ser nomenat tinent el 8 d'agost del 1779. La Revolució Francesa, i la intensa activitat militar consegüent, precipità la seva carrera. Ascendí a capità el 25 de gener del 1792, i a l'any següent rebé els galons de cap d'esquadró. Al 24 de maig del 1794 va ser nomenat ajudant general i el 13 de juny de l'any següent prengué possessió de la 7a. Divisió de Cavalleria a Sambre-et-Meuse amb grau de general de brigada.
Els vaivens de la política estroncaren el seu ascens. Paul de Barras, dirigent principal del Directori, encomanà al general Augereau el suport de l'establiment militar a la seva presa del poder, que culminaria en el cop d'estat del 18 de fructidor (4 de setembre del 1797). El rebuig d'en Palmarole a adherir-s'hi el feu caure en desgràcia, i al 27 de setembre va ser desposseït del càrrec, i no fou rehabilitat fins al 1809, quan a causa de la guerra va ser destinat a l'Exèrcit d'Alemanya. Durant aquest parèntesi de dotze anys, fixà la seva residència a Perpinyà, i n'ocupà l'alcaldia dues vegades: del 10 de desembre del 1804 al 29 de setembre del 1806, i del 4 de maig del 1807 al 8 de maig del 1809; i per tres anys presidí el consell de revisió de la 10a. divisió, de Tolosa de Llenguadoc, alhora que fou comissari governamental per al retorn dels exiliats.
Les guerres napoleòniques el tornaren al servei actiu el 1809, i a partir del 6 de maig comandà el dipòsit de cavalleria d'Ausburg, per passar el 6 de desembre a fer-ho amb el de Tours. El 13 de febrer del 1811, amb l'ocupació del Principat de Catalunya, va ser destinat al nounat Departament del Ter com a comandant de Figueres, amb residència al castell de Sant Ferran; poc després rebé el títol de baró de l'Imperi i el nomenament d'oficial de la Legió d'Honor. La fi de la guerra amb Espanya portà que se'l posés al càrrec del districte marítim dels Pirineus Orientals, fins que el retorn dels Borbons el deposà novament l'1 de setembre del 1814. Després de la Segona Restauració (1815), Lluís XVIII el relegà definitivament a la reserva, el primer de setembre del 1816, amb títol de mariscal de camp (denominació contemporània per a un general de brigada).
El seu pas per l'alcaldia de la capital del Rosselló es traduí, anecdòticament si es vol, en la plantada dels plàtans de la famosa Promenade dels Plàtans i la ciutat li dedicà la Cours Palmerole, la via circulatòria que hi transcorre paral·lelament.